# Niliacus Lacus
Niliacus Lacus  è una caratteristica di albedo della superficie di Marte.